# Лозняки (річка)
Лозняки — річка в Україні, у Звягельському районі Житомирської області. Права притока Случі (басейн Дніпра).

## Опис
Довжина річки приблизно 4,5 км.

## Розташування
Бере початок на північному заході від Лісового. Тече переважно на північний захід і на північному сході від Баранівки впадає у річку Случ, праву притоку Горині.